# Pierre Schaeffer
Pierre Henri Marie Schaeffer (Nancy, 14 de agosto de 1910 - 19 de agosto de 1995) foi um compositor e teórico da música nascido na França, conhecido por ter inventado a música concreta (musique concrète, no original fem francês).

## Biografia
Schaeffer nasceu em Nancy. Seus pais eram ambos engenheiros, e o Pierre chegou a considerar a engenharia também como uma carreira. Ele estudou na École Polytechnique, e começou a trabalhar em 1936 na Office de Radiodiffusion Télévision Française (ORTF) em Paris. Lá ele começou a experimentar a gravação de sons, convencendo a gerência da estação de rádio a autorizá-lo a utilizar os equipamentos. Ele tentava tocar os sons no sentido inverso, mais lento, mais rápido e sobreposto a outros sons, técnicas desconhecidas até então. Sua primeira peça completa foi um resultado desses experimentos, e foi intitulada Étude aux chemins de fer (1948).
Na época, Schaeffer fundou o grupo Jeune France, que tinha interesses em teatro e artes visuais, assim como música. Em 1942, ele co-fundou o Studio d'Essai (posteriormente conhecido como Club d'Essai), que teve papel significativo nas atividades da Resistência Francesa durante a Segunda Guerra Mundial, tornando-se um centro musical posteriormente.
Em 1949, Schaeffer conheceu Pierre Henry, e os dois fundaram o Groupe de Recherche de Musique Concrète (GRMC) que recebeu reconhecimento oficial da ORTF dois anos após. A empresa forneceu ao compositor um novo estúdio, que incluía um magnetofone. Schaeffer é reconhecido como o primeiro compositor a utilizar fitas magnéticas. Seus experimentos resultaram na publicação de A la recherche d'une musique concrète ("A busca por uma música concreta") em 1952, um sumário de seus métodos de trabalho até então.
Pierre Schaeffer distanciou-se – voluntariamente - do universo musical no início dos anos 80 após criticar a vanguarda dos anos 50, que tinha a pretensão de romper com a tradição. Contrário a esta visão Schaeffer  retorna à música ao reconhecer no virtuose Otavio Henrique Soares Brandão o seu mais fiel discípulo, que realizou sob sua orientação, uma leitura de sua obra " Traité dos Objets Musicaux". Esta leitura tem como objetivo a criação de técnica instrumental pianística e  musical  inovadora, que não rompe com a tradição.  Pierre Schaeffer escreve quatro textos fundamentais sobre este reconhecimento (Voir link) :
- A propos de la transcription pour piano par Otavio Brandão de l´ “Étude aux  Objets” de Pierre Schaeffer”, In programa do concerto de Soares Brandão na Maison de l´Amérique Latine (Paris 09 de janeiro de 1988).
- “Réponse à Otávio”, In texto do programa do concerto realizado por Soares Brandão na Salle Pleyel em homenagem aos 80 anos de Pierre Schaeffer ( 12 de janeiro de 1990).
- DÉCLARATION  DE PIERRE SCHAEFFER SUR IBIS ET  OTAVIO  SOARES BRANDÃO (Paris le 13/09/1990)
- Déclaration de Pierre Schaeffer (Porte Parole)
- https://issuu.com/ibisfsb/docs/textes_de_pierre_schaeffer_sur_ohsb

## Obras

### Música
- Concertino-Diapason (1948; colaboração com J.-J. Grunenwald)
- Cinq études de bruits (1948)
- Suite pour 14 instruments (1949)
- Variations sur une flûte mexicaine (1949)
- Bidule en ut (1950; colaboração com Pierre Henry)
- La course au kilocycle (1950; com Pierre Henry)
- L'oiseau r.a.i. (1950)
- Symphonie pour un homme seul (1950; com Pierre Henry; versões revisadas em 1953, 1955, and 1966 (Henry))
- Toute la lyre (1951; pantomina, colaboração com Pierre Henry. Também conhecida como Orphée 51)
- Masquerage (1952; trilha sonora)
- Les paroles dégelées (1952; música para uma produção de rádio)
- Scènes de Don Juan (1952; música incidental; colaboração com Monique Rollin)
- Orphée 53 (1953; ópera)
- Sahara d'aujourd'hui (1957; trilha sonora; colaboração com Pierre Henry)
- Continuo (1958; colaboração com Luc Ferrari)
- Etude aux sons animés (1958)
- Etude aux allures (1958)
- Exposition française à Londres (1958; colaboração com Luc Ferrari)
- Etude aux objets (1959)
- Nocturne aux chemins de fer (1959; música incidental)
- Phèdre (1959; música incidental)
- Simultané camerounais (1959)
- Phèdre (1961)
- L'aura d'Olga (1962; música para rádio; colaboração com Claude Arrieu)
- Le trièdre fertile (1975; colaboração com Bernard Durr)
- Bilude (1979)

### Escritos
Schaeffer deixou uma vasta obra escrita, abrangendo vários gêneros. Seu texto mais importante é o Tratado dos Objetos Musicais (Traité des objets musicaux, Paris, Seuil, première édition en 1966, deuxième édition en 1977.)